# IC 1987/3
IC 1987/3 је галаксија у сазвијежђу Мрежица која се налази на листи објеката дубоког неба у Индекс каталогу.
Деклинација објекта је - 55° 3' 22" а ректасцензија 3h 40m 12,2s. Привидна величина (магнитуда) објекта IC 1987 износи 15,5 а фотографска магнитуда 16,5. IC 19873 је још познат и под ознакама ESO 156-4.